# Soerendonk en Sterksel
Soerendonk en Sterksel est une ancienne commune néerlandaise de la province du Brabant-Septentrional, située dans le sud-est de cette province.
Le territoire de cette commune était coupé en deux : Sterksel était séparé de Soerendonk par le territoire de Maarheeze et de Leende.
En 1821 la commune de Soerendonk en Sterksel fusionne avec Gastel pour former la nouvelle commune de Soerendonk, Sterksel en Gastel.